# Márokpapi

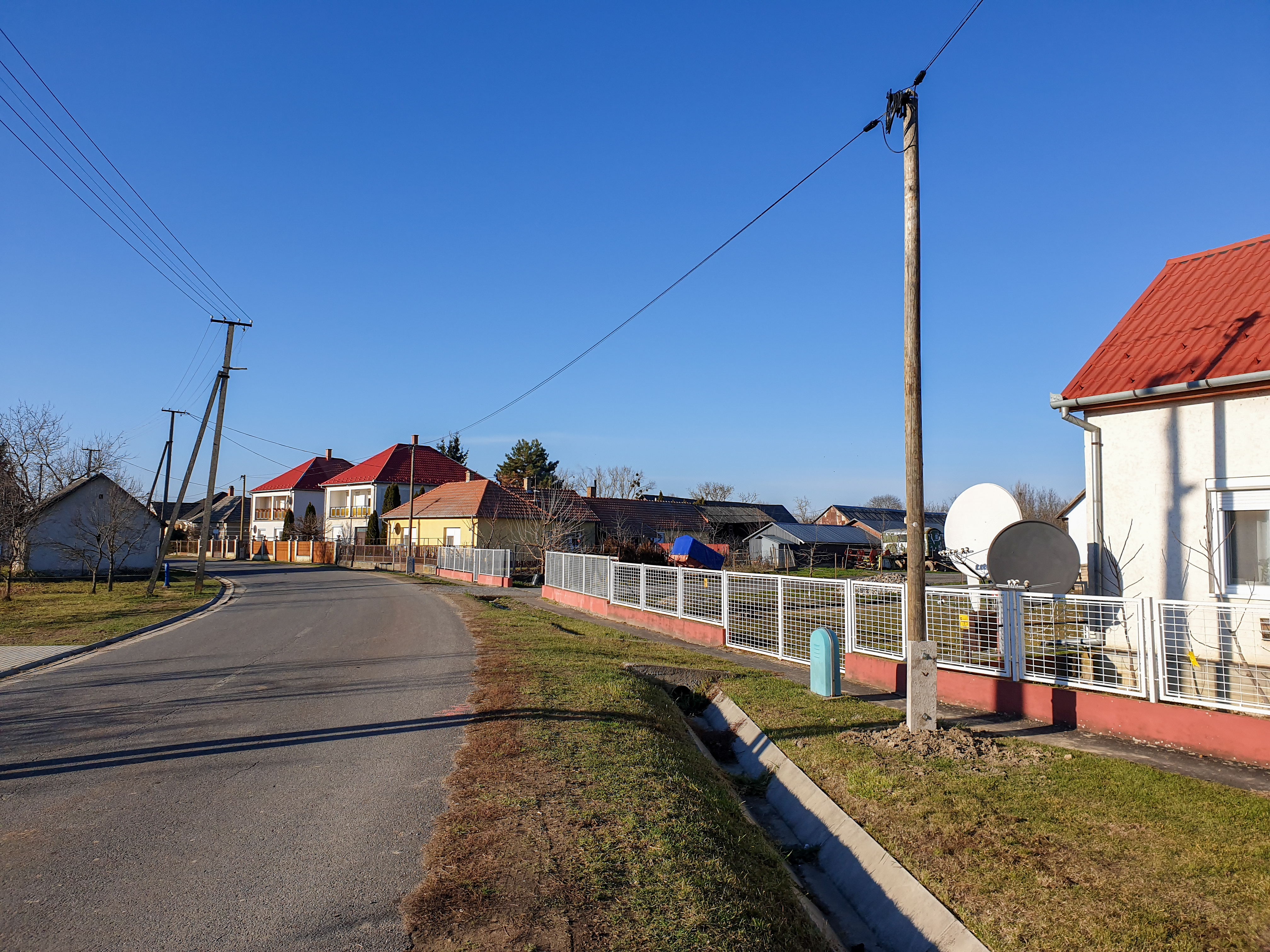
Utcakép, 2021

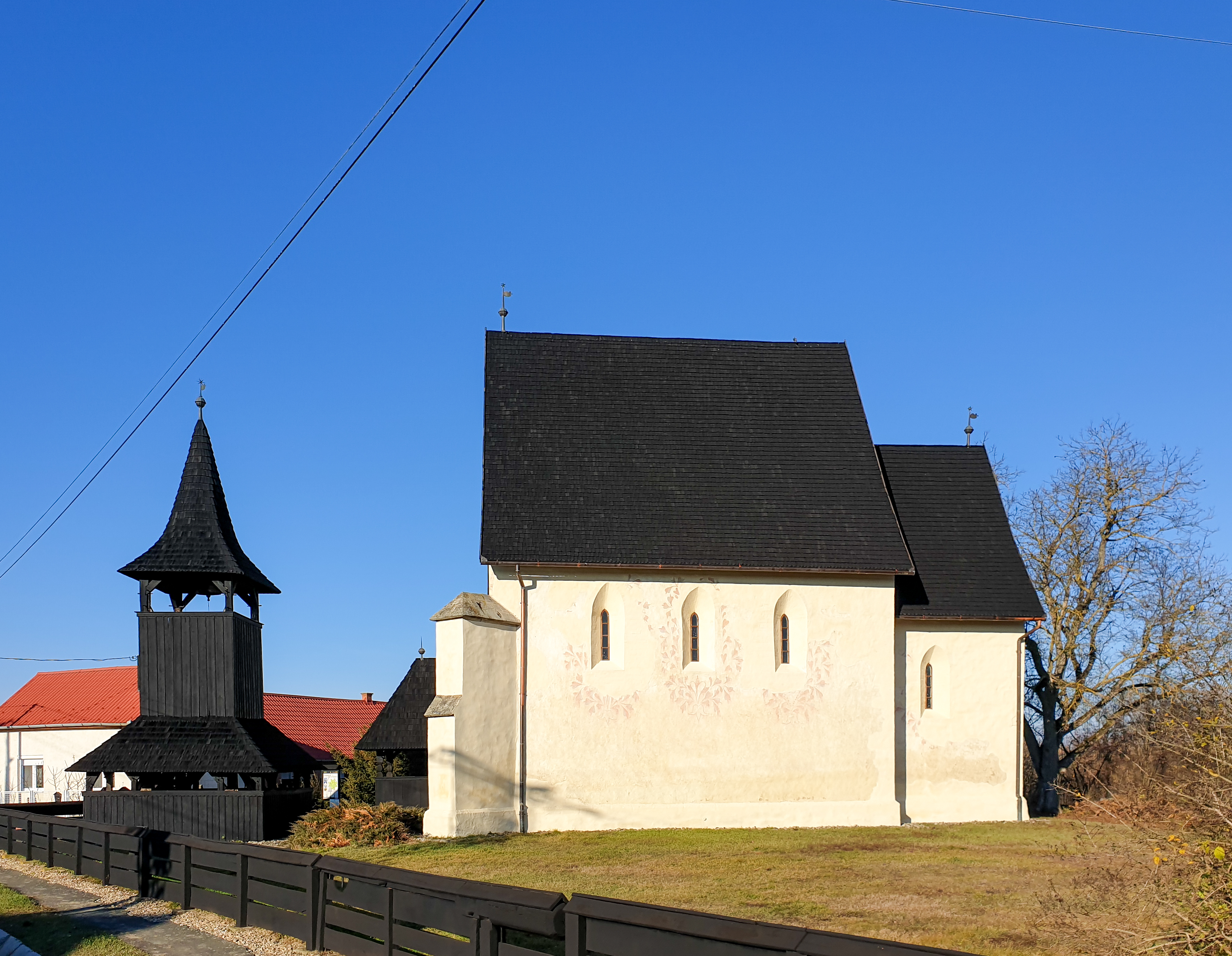
A templom a harangtoronnyal oldalról

Márokpapi község Szabolcs-Szatmár-Bereg vármegyében, a Vásárosnaményi járásban.

## Fekvése
Márokpapi a Beregi-síkságon fekszik, a megyeszékhely Nyíregyházától mintegy 70 kilométerre északkeletre. Éghajlata a mérsékelten meleg és mérsékelten hűvös határán van. Az évi napsütéses órák száma 1950, a középhőmérséklet 9,4-9,5 °C, a csapadék 630–660 mm. Uralkodó szélirány az északi és a délkeleti. Erdőtársulásait jelentős mértékben tölgyesek alkotják. Kisebb területeket borítanak kemény és lágy lombúak, valamint nyárak, s helyenként akáccal is találkozhatunk. A feltöltődött részeket nádasok, mocsárrétek ecsetpázsitos rétek, soványcsenkesz legelők fedik. Előfordul tőzegeper, mételykóró és vidrafű is. Talaja réti talaj, réti öntéstalaj.
A közvetlen szomszédos települések: észak felől Beregdaróc, északkelet felől Beregsurány, dél felől Tarpa, délnyugat felől Hetefejércse, nyugat felől pedig Csaroda.

### Megközelítése
Közigazgatási területén áthalad nyugat-keleti irányban a 41-es főút, így az a legfontosabb közúti megközelítési útvonala, az ország távolabbi részei felől is. Lakott területeit azonban a főút nem érinti, azok között csak a 41 117-es számú mellékút halad keresztül. Határszélét keleten érinti még a Beregsurány-Fehérgyarmat-Csengersima közti 4127-es út is.

## Története
Két falu (Márok és Márokpapi) egyesüléseként jött létre 1941-ben.
Két, egymás közelében, a tiszaháti járásban a Csaroda folyónál fekvő magyar-tót helység 1862 holdnyi határral, lévén Márokon 117 ház és 498 lakos, Papiban pedig 100 lakház és 419 lélek.
Mároknak határa már 1280-ban és ismételve 1299-ben bejáratott Surány felől, melynek alapján később, 1422-ben, midőn Várdai Mihály, Miklós és Pelbárt egy részről és Surányi Zsigmond más részről a határok miatt perlekedtek, az egri káptalan levéltárából kivett okmány értelmében megállapíttatott, akkor Papi már mint határos helyiség említtetik. 1299 táján határpontokul említtetnek Papi és Fejércse közt: Somospatak, Zypa folyó, András gáta (clausura), Mommultóv domb, Mich vize, Pázmánreketye, Holuth (holt) Mich, Kismezeőd és Hulmuth.
Megjegyzendő, hogy Márok vidékét első királyaink a Gut- Keled családnak adományozták, melyről később annak utódaira, a Váradiakra szállt, 1299-ben már Váradi Aladár, Miklós és Gábor külön családokat képezvén.
Az 1341 - 1346 között, határvillongási perben előjön Márok birtoklásául Kisvárdai László fia, János, míg a szomszéd Surányt János, Tamás fia bírta; 1346-ban az ügy elintézése végett megjelent Váradról Jakab Káptalanbeli pap s a nemesek közül Lukács és Tamás deák, azonban Surányi János elmaradván, a bíróság eloszlott eredménytelenül.
1347-ben Várdai János, a pünkösd előtt szerdán Ardón tartott vármegyei közgyűlésén Marochuk beregi főispán és négy szolgabírája előtt panaszt tett az iránt, hogy Pouka fiai, Péter és János, Tamás fia, Dobos Domokos, Kondor Miklós, Éltes István, Barna, fia Jakab jövén és Donk jobbágy házát erőszakosan megrohanván, abból a jobbágyot elhurcolták.
Márok helységben már a XIII. században volt lelkészség és Anna tiszteletére emelt szentegyház; az 1333. évi pápai tizedek lajstromában említik, hogy papja a pápa részére évenként öt garast fizetett adóul; a szomszéd Papi helység e nevét a tarpai papoktól vette, kik azt akkor, midőn ott a Pál-rendiek és az aurániai perjelség székelt, int szomszédos helyet bírták. 1353-ban Várdai János az ardói gyűlésen panaszképpen előadta, hogy Pál, a tarpai elöljáró más vendéglakosokkal Márok helységre erőszakosan tört, és ott Várdai János 20 sertését részint megsebesítette, részint megölte, s egyéb termést elhurcolt, mi ellen tiltakozott.
Az 1353. évben Erzsébet királyné meghagyta a leleszi konventnek, hogy Várdai János királyi udvari apród fia, Miklós birtokában lévő Márok helység határának igazítását megrendelő iratát kézbesítse Marochuk beregi főispánnak, ki Tarpán lakott. Marochuk Tarpán lévő tisztje, Solymai (Zomlyoy) Pált és Istvánt kijelölte a királyné és János s fia Miklós közti határvillongás megigazítására, melyhez meghívattak Bereg várjobbágyai és a hetei nemesek: Arath fia, Pál, Jakab fia, Péter és Mihály és Benedek mester királyi emberül. Az okmányban előfordulnak határpontokul: Stipa (Szipa?) mezeje és egy mocsár, hol Márok határa végződik. A Tarpa és Márok közötti határ pedig kezdődött Heténél, hol érintik több névtelen mocsárokon kívül Határbereg és Fejértó.
1354-ben Lukács nevű tisztje Márki János mesternek (filius Ladislai de Mark) panaszt emelt Tamás beregi alispán és négy bírótársa előtt, hogy a tarpai lakosok urának mároki erdejében több szűzen erőszakot követtek el, mely tényálladék megvizsgálására Kissurányi Sámson fia, Jakab kiküldetvén, jelentette, hogy a mondott tarpai lakosok Márki János jobbágyait erőszakosan levetkőztették.
1356-ban Széchy Miklós országbíró Visegrádon kelt levelében meghagyta a beregi fő- és alispánnak s a szolgabíráknak, hogy szigorú vizsgálatot tegyenek aziránt, hogy Várdai László fia, János állítása szerint, Papi Gábor fia, Sebestyén, Pétert, a Mároki lelkészt Surány helyiségben nyilakkal és karddal megsebesítette, félholtan ott hagyta, és a pap lovát kantárral s a nyereggel együtt elvitte.
1377-ben Várdai Domokos Bagonja János alispán és bírótársa előtt panaszt emelt amiatt, hogy, hogy Surányi Gábor fia, Sebestyén mindszentnap utáni pénteken Márok helységre fegyveresen tört, s a vádló ottani Péter és Demeter nevű jobbágyaitól 9 ökröt elrabolt és Surányba hajtatott, mely ügynek megvizsgálására Surányi S. és fágián nevű papi jobbágya a bíróság elé György napi nyolcadra megidéztetett.
Az 1422. évi határjárási okmányban határpontul említik: „Kenderáztató, Nagyerdő, Béke határszeg, Kismező és Kisliget. A távolság egyik ponttól a másikhoz egy vagy két nyíllövésnyire való kifejezéssel állapíttatott meg.
1551-ben igazíttatta a határt Kisvárdai Mihály Márokra nézve Papi és Surány felől Surányi Miklós és János ellenében, mely alkalommal, midőn a működő bizottság a Hete, Fejércse és Márok közötti hármas dombhoz ért, a surányiak ellenmondottak, később azonban barátságosan kiegyeztek. A határpont kezdődött a Zypa folyónál, hol az északi oldalánál Nábrádi András Rekesz nevű rétjén határdomb emeltetett; innen a Határút felé tartatván az irányt, Mon mulató nevű réten át Papi helység végén két halom rakatott, innen Ér, másképp Láp folyó s amellett átvonuló Közúton észak felé menve Micz patak, Pázmán földe (másképp Pázmán rekettye) nevű mocsáros helyre ért; majd Márok és Surány közt a Holmitcz, másképp Kenderáztatóhoz s tovább a Surányról Tarpa felé vezető úton jött a bizottság, hol Bede Antal Rekez nevű kaszálója volt; innen elérte a határutat, Nyárast, Biskehatárszeget, Egerchye nevű tért, hol egy erdőben Surány és Márok határa volt; majd Tamáspatakára, Kisliget patakán túl a Zypa folyónál a határvonalat bevégezte.”
1548-ban vizsgálatot indított Surányi János hetei nemes Kisok Pál, Márton, Albert, András, Demjén, Ferenc és András, úgy Fóris János, Olasz Pál, István, Miklós és Gáspár, Dancs Pál és Ferenc,, Kantor Máté, Bernold Albert, Hetei Tamás, Pál és Lőrinc ellen, kik a panaszló egyik jobbágyán a papi makkos erdőben erőszakoskodást követtek el; továbbá Dersi Ambrus, István és Benedek ellen, kik egy másik jobbágyat letartóztattak. 1556-ban az átvonult tatárok a két helységet elpusztították.
1606-ban Bocskai István fejedelem rendeletére beiktatta a lelszi konvent bedegei Nyári Pált, a fejedelem belső tanácsosát a következő helységekbe: a váradi vár felerészébe, Kisvárda, Ajak, Tas, Devecser, Pátroh, Döge, Vörösmart, Litke, Pap, Rozsály, Tuzsér, Kalonya, Rék, Szamosszeg, Jánk, Hermaszeg, Gőg, és Márok helységbe.
1647-ben említettek birtokosul itt: Melith Péter, Pető István, Melith György, Becski György és Nyári Zsigmond Márokon, Papiban pedig: Telegdi István, Lónyay Menyhért özvegye, Perneszi Gábor, Dessewffy Ádám és László, Újfalusi Zsigmond. Vass márton, Fuló Pál, Melith Péter és Perényi Zsigmond.
A folyó század elején birtokoltak itt Baz, Bessenyei, Neupauer és Vitkay családok, kiknek utódai máig élnek, valamint az Uray családbeliek is, jelesül báró Uray Gyula, Lónyay Gábor, Horváth István, Sinka József, Veres János és Károly, Szalay Tamás és Sándor, Váczy Lajosné, Mitre György, Fazekas István, Badák János. A többi birtokos lakosok nevei: Balog, Bodoki, Ecsedi, Antal, Fábián, Jakab, Kis, Kocsis, Murza, Mester, Miglécsi, Nábrádi, Nagy, Széki és Veres stb.
1796-ban a harcok és vészek által elnéptelenített Márokpapiban Besenyei György, akkori megyei másodalispán, Zemplén vármegyéből, Varannó környékéről tót lakosokat telepített, kiknek utódai azóta teljesen megmagyarosodtak.
Az e tájon elnyúló Tiszahát és Tóhát lakói a protestantizmus fejlődésekor az új hittant jókor elfogadván, a márokpapi reformátusok is a maguk részére elfoglalták a helybeli r. k. templomot. Ennek a falai kívül-belül halmozva voltak egykor festményekkel s gót feliratokkal, 1775-ben azonban bevakoltatott s utóbb be is meszeltetett anélkül, hogy lejegyeztettek volna. Minthogy Márokot Papitól csak egy lépésnyi határvonal választja el, az 1645. évig Papi leányegyháza volt Mároknak, akkor azonban egyesülvén, egy anyagyülekezetté vált. Itt zsinatot is tartottak a Beregvidéki prot, papok, nevezetesen 1678. március 17-én, mely arról emlékezetes, hogy ez alkalommal Nógrádi Mátyás püspök a papoknak tubákolást és pipázást megtiltotta. A ref. Paplak területét a közvélemény szerint 1668-ban a Maróti családfő ajándékozta, melyen akkor, valamint 1758-ban új lak építtetett.
A római katolikusok sokáig pásztor nélkül bolyongtak, míg 1836-ban ismét lelkészség alakíttatott Márokon.
A múlt században a Csáky családnak Márokon csinos és tágas kőlaka volt, melynek nyoma máig látszik.

## Közélete

### Polgármesterei
- 1990–1994: Kovács Kálmán (független)[4]
- 1994–1998: Mester András (független)[5]
- 1998–2002: Mester András (független)[6]
- 2002–2006: Mester András (független)[7]
- 2006–2010: Insticei Zoltán Tibor (Fidesz)[8]
- 2010–2014: Hibály István (független)[9]
- 2014–2019: Hibály István (független)[10]
- 2019–2024: Hibály István (független)[11]
- 2024– : Hibály István (független)[1]

## Népesség
A település népességének változása:
| Lakosok száma | 470  | 466  | 523  | 569  | 510  | 508  | 523  |
|               | 2013 | 2014 | 2015 | 2021 | 2022 | 2023 | 2024 |

2001-ben a település lakosságának 99%-a magyar, 1%-a cigány nemzetiségűnek vallotta magát.
A 2011-es népszámlálás során a lakosok 98,1%-a magyarnak, 15,1% cigánynak, 0,5% ukránnak mondta magát (1,9% nem nyilatkozott; a kettős identitások miatt a végösszeg nagyobb lehet 100%-nál). A vallási megoszlás a következő volt: római katolikus 32,1%, református 54,5%, görögkatolikus 2,4%, izraelita 0,5%, felekezeten kívüli 1,4% (7,2% nem válaszolt).
2022-ben a lakosság 86,7%-a vallotta magát magyarnak, 5,1% ukránnak, 1,8% cigánynak, 1,6% ruszinnak, 2% egyéb, nem hazai nemzetiségűnek (13,3% nem nyilatkozott; a kettős identitások miatt a végösszeg nagyobb lehet 100%-nál). Vallásuk szerint 18,8% volt római katolikus, 39,4% református, 10% görög katolikus, 0,6% egyéb keresztény, 0,6% ortodox, 2,7% felekezeten kívüli (27,8% nem válaszolt).

## Nevezetességei
A Kossuth utcán áll a műemlék református templom. A kora gótikus, egyhajós, torony nélküli kőépületet egyenes záródású, keresztboltozatos szentéllyel a 13. század második felében emelték. A hajó sarkait kétosztatú, rézsútos, széles pillérek támasztják meg. A hajó északi és a keskenyebb, négyzet alaprajzú szentély falain nincs nyílás, azonban a szentély keleti és déli zárófalába egy-egy, a hajóra két félköríves ablakot vágtak. A nyeregtető cseréppel fedett, a tagolatlan nyugati főhomlokzat csúcsíves bejáratú. A templomtér hajója sík deszkamennyezetes, nyugati oldalán fa karzattal, a szentélyben félköríves diadalívet és vörös márvány sírfeliratú lóhereíves szentségfülkét láthatunk. A templom 1332-35 között mint Szűz Mária tiszteletére emelt római katolikus templom szerepel a korabeli iratokban. Az egymástól csak egy lépés távolságra lévő két község egyesüléséig Papi Márok fiókegyháza volt. Lehoczky Tivadar írta, hogy a 14. században készült csúcsíves mároki és a keletelt egyhajós papi templomot a reformátusok elfoglalták. Márok templomával kapcsolatban megjegyezte, hogy a falai kívül-belül tele voltak festményekkel és gót írásokkal, 1775-ben azonban bevakolták és később be is meszelték ezeket. 1857 és 1902 között többször javították az épületet, 1937 őszén újra renoválták. 1939. július 16-án egy villámtól meggyulladt és kiégett a templom. Ezután hosszú ideig vitáztak arról, hogy felépítsék-e a régit, vagy újat emeljenek, de győzött az értékmentő elv és a templomot helyreállították. 2003-ban a templom teljes rekonstrukción esett át, megszépülve, restaurált freskókkal várja a látogatókat a településen.
A templom előtt, a Kossuth tér 4. sz. alatt áll a 18. században emelt, műemlék jellegű fa harangtorony. A harangláb négyzetes alaprajzú, szélein 2 oszlop tartja az alsó zsindelyes tetőt, afölött deszkával borított, megint afölött keskeny és nyitott, itt 4 oszlopra támaszkodik a zsindelyfedésű, tört vonalú, gúlasisak. Az egész szerkezet fából készült, a gerendákat lapolták. 1869-ben kőtornyot akartak építeni a helyébe, de szerencsére nem volt elég pénz az elavult fatorony kicserélésére, azt 1874-ben javították, 1980-ban pedig műpalával fedték be. A harangja Tarpáról származik, alsó részén vésett cirill betűs felirattal. A római katolikusoknak 1836-ban ismét lelkészségük lett Márokon, itt a XIII. században már állt az Anna tiszteletére emelt szentegyház.) A háborús emlékművet 1992-ben a faluháza mellett adták át. A Polgármesteri Hivatallal szemben áll a Millennium tiszteletére emelt emlékmű, amelyen hagyományos beregi fafaragó motívumokkal díszes hét kopjafa hirdeti az ezeréves ország dicsőségét.
A Kossuth utca, Bajcsy utca elágazásánál áll a 19. és a 20. század fordulóján emelt római katolikus templom, belsejét a községi plébános naiv festményei díszítik. Értéke még a karzaton álló évszázados orgona. Falán hálaadó kétszáz éves kő emléktábla található. A templom épülete mellett látható a plébánia, termeiben az egykori plébánosok mindennapjait bemutató bútorzat, egyházi dokumentáció látható, érdekes még a tájra jellemző színekből álló rudakon tárolt hímzésgyűjtemény is.

## A község nevezetes szülöttei
- Biszku Béla (1921–2016) kommunista politikus
- Lánczy Kis József református lelkész, 1848 -as honvédtiszt, Márokpapiban az öreg temetőben található sírjáról elvitt öntött vas obeliszkje a vásárosnaményi Beregi Múzeum előtt látható. Az XVIII. században épített református paplak-parókia homlokzatán bronz emléktábla állít neki emléket. Családi sírboltjuk a csarodai temető értéke.

## Természeti értékei
A település a Szatmár-Beregi-síkon található. A csaknem asztalsimaságú vidéket egykoron hatalmas mocsár- és lápfoltokkal, ezer ágra szakadt vízfolyásokkal átszőtt erdőtakaró borította. Az emberi beavatkozás ellenére ez a táj őrzi leginkább Alföldünk eredeti erdős lápos képét, mivel a természeti és történelmi múltból az átlagosnál jóval többet őrzött meg. Átmentette a rohanó mába a természet és az ember harmóniáját. A területen ezért hozták létre a Szatmár-Beregi Tájvédelmi Körzetet, mely a maga 23.136 hektáros méretével az egyik legnagyobb tájvédelmi körzet hazánkban. A terület élővilágának meghatározó, legfontosabb részét a természetes állapotú erdőtakaró képezi, mely hegyvidéki fajoknak ad otthont. A községtől - mely a tájvédelmi körzet központi területén helyezkedik el - délre találhatjuk a tarpai erdőt, amely az egyik legszebb magyarországi alföldi gyertyános tölgyes, benne a kárpáti sáfrány legnagyobb hazai állományával. A beregi erdők nevezetes tavaszi csodái: a hóvirág, tavaszi tőzike, csillagvirág, berki és bogláros szellőrózsa, s a galambvirág mellett a kockás liliom. A nedvesebb területeken égerlápok helyezkednek el. A nagy kiterjedésű, összefüggő erdők gazdag állatvilág megtelepedését teszik lehetővé, költ a területen fekete gólya, békászósas, darázsölyv, stb. Az erdők közt ligetek, fás legelők helyezkednek el melyek megkapó elemei a tavaszi virágpompába öltözött vadkörtefák. A közelben találhatók a csarodai lápok, melyek csupán kis kiterjedésű tőzegmohalápok, de gazdag élőviláguk mégis a Kárpátokban található dagadólápokéval vetekszik. (A mohapárnákat ötféle tőzegmoha alkotja. Egyéb különlegességek: a hüvelyes gyapjúsás, a kereklevelű harmatfű, a vidrafű, a tőzegeper, a tőzegpáfrány, a babérlevelű fűz, a tőzeg-áfonya.
Forrás: zoldmagazin.hu